# Wapiennik (skała)

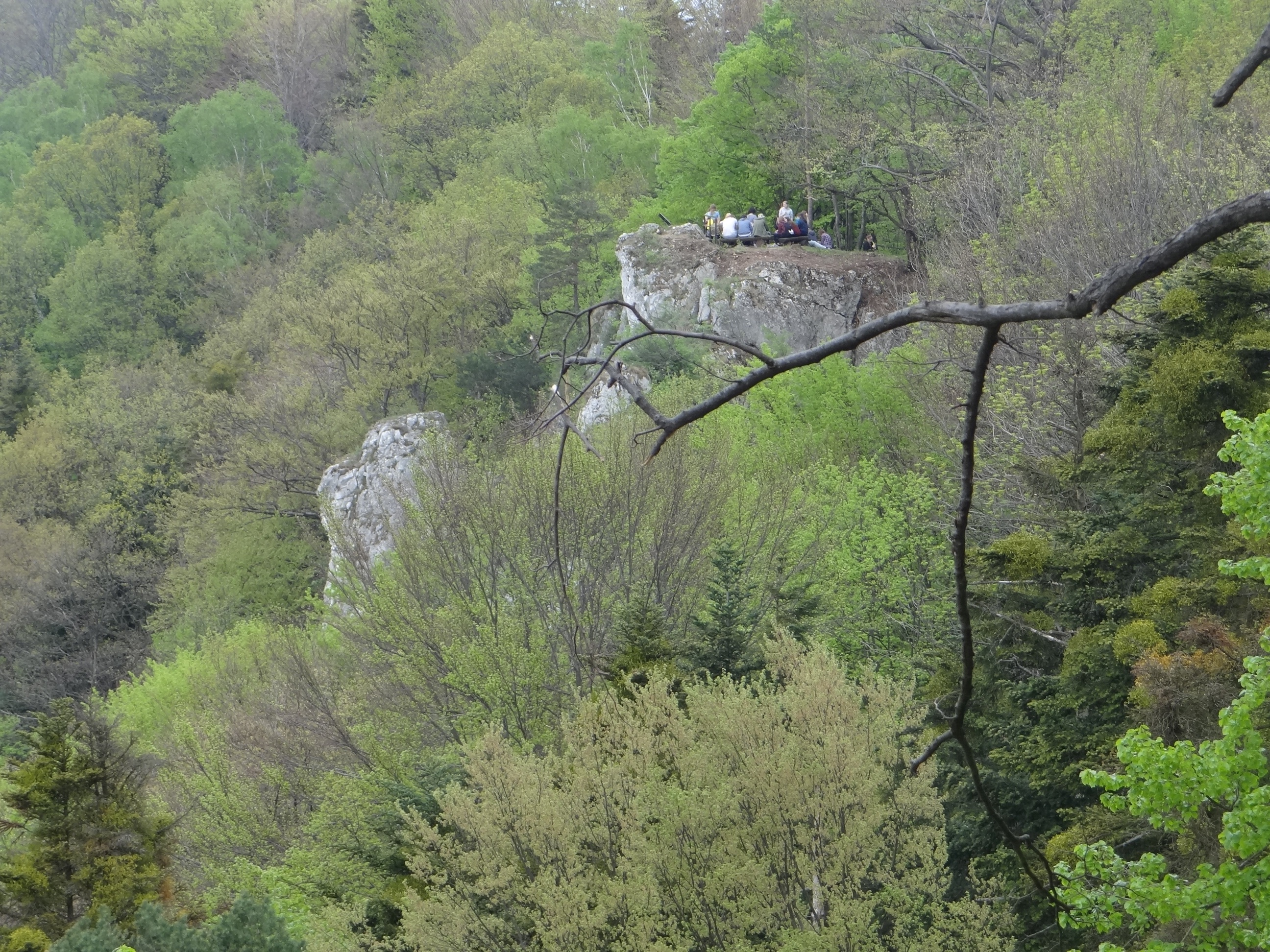
Punkt widokowy na Wapienniku

Wapiennik – skała w Ojcowskim Parku Narodowym. Znajduje się na lewym zboczu Doliny Prądnika, w masywie góry Okopy. 
Zbudowany z wapieni Wapiennik jest ostańcem wierzchowinowym. Zwany jest także Baranią Skałką. Jego pionowa ściana wznosi się w bardzo stromym, porośniętym drzewami masywie góry Okopy. Wierzchołek jest płaski i skalisty, dzięki czemu Wapiennik jest doskonałym punktem widokowym. Nad niebezpiecznymi pionowymi ścianami zamontowano barierki ochronne, dla turystów zamontowano ławki. Ze skały widoczna jest Dolina Prądnika i wznoszące się po przeciwnej jej stronie góry: Rusztowa i Chełmowa.

## Szlak turystyki pieszej
Doliną Prądnika, naprzeciwko Bramy Krakowskiej, wejście obok skały Słupek, przez wąwóz Wawrzonowy Dół, wypłaszczenie Skały Krukowskiego, Jaskinię Ciemną, powyżej skały Rękawica, przez punkty widokowe na górze Koronnej i skałę Wapiennik, obok Skały Puchacza do dna Doliny Prądnika przy wylocie Wąwozu Smardzowickiego. 